# Icerya
Icerya är ett släkte av insekter. Icerya ingår i familjen pärlsköldlöss.

## Bildgalleri

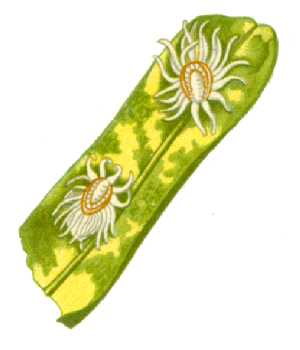
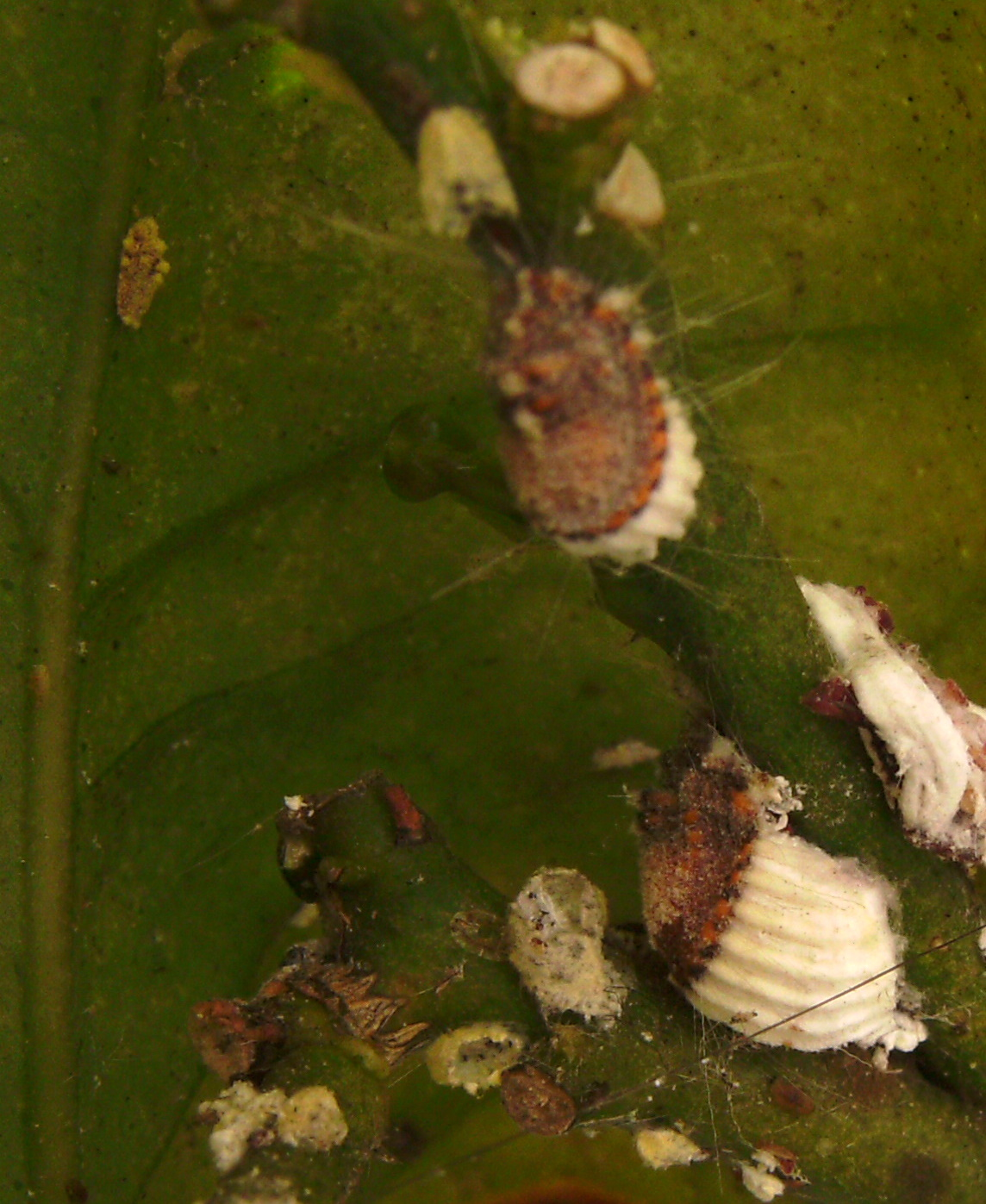
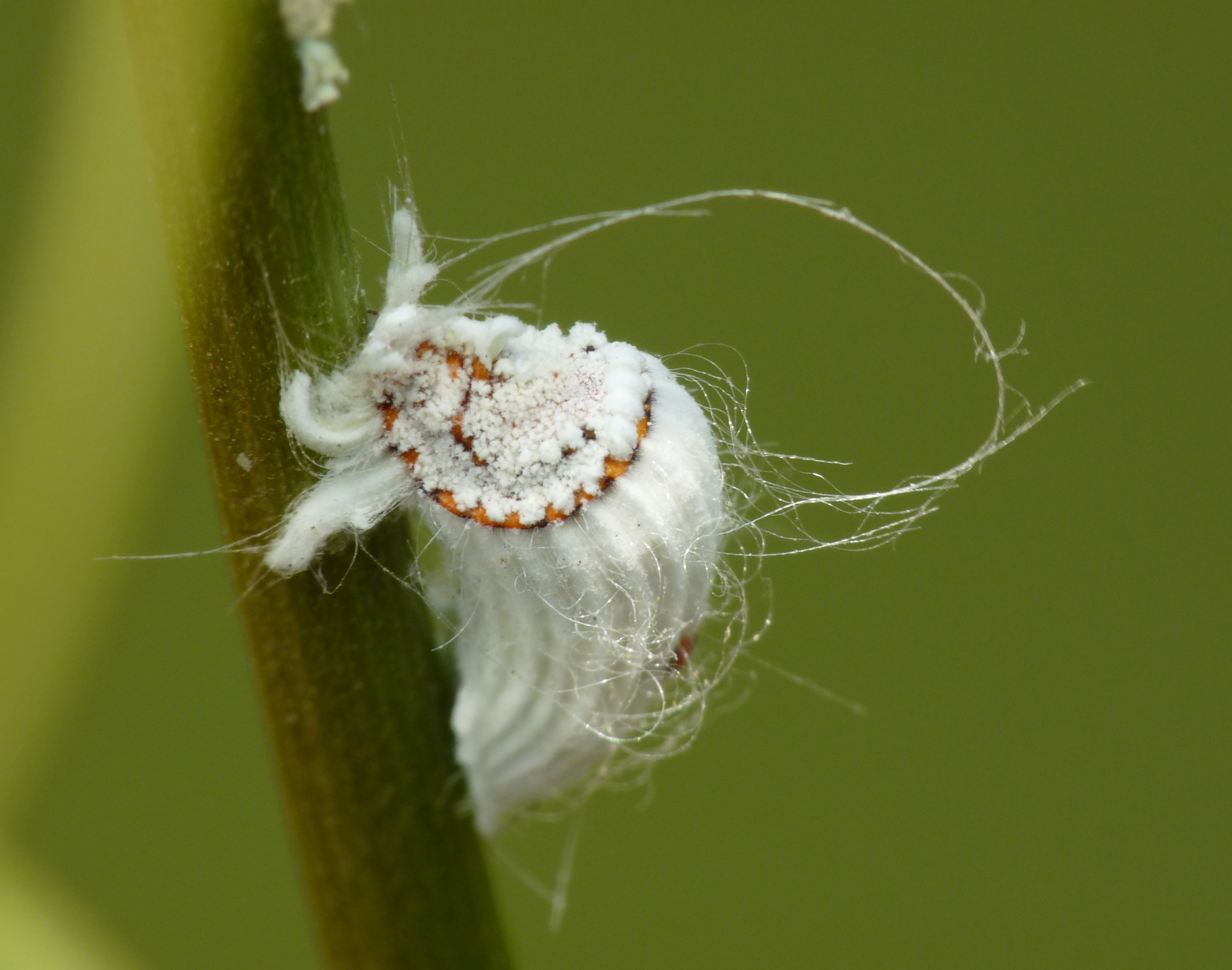
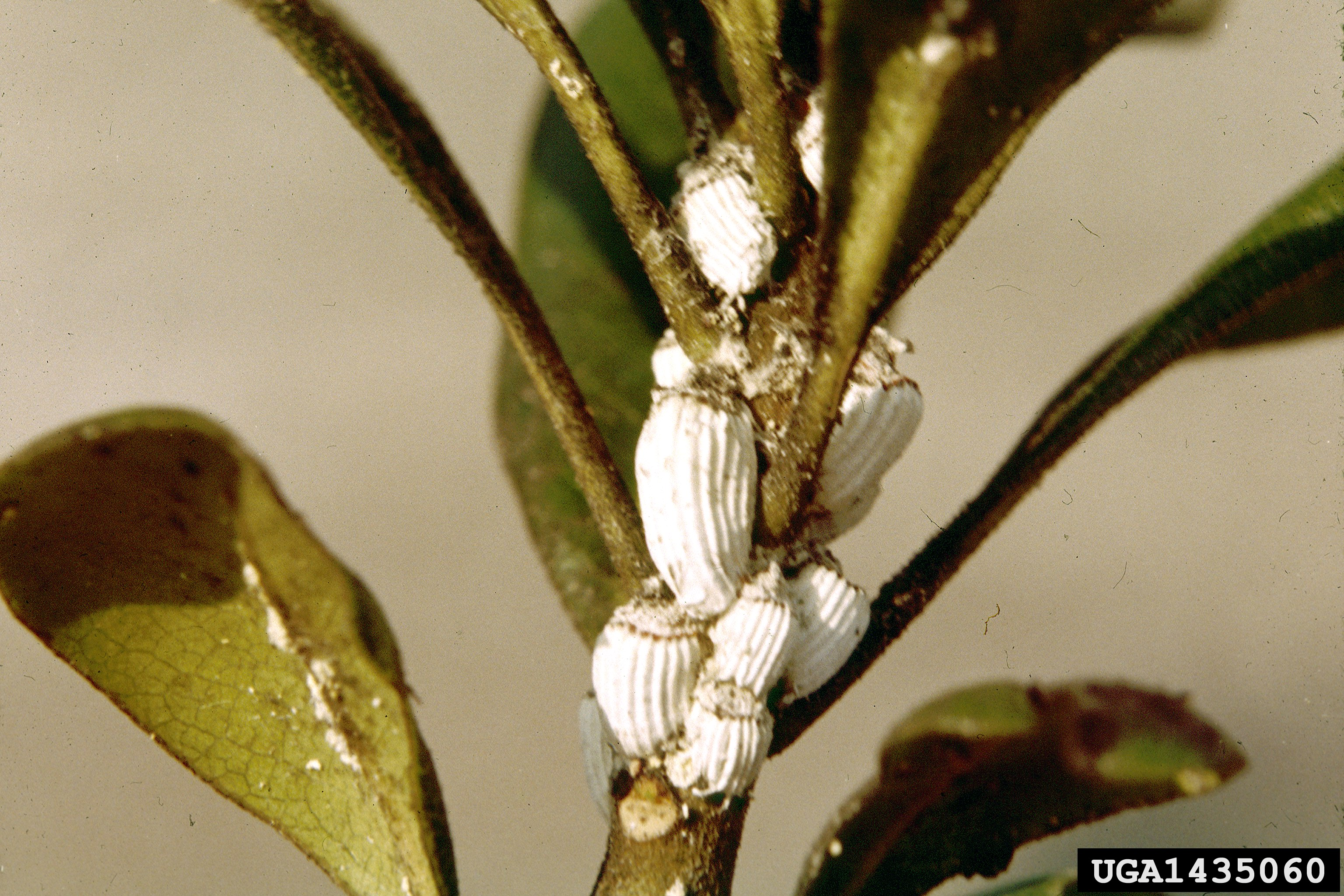
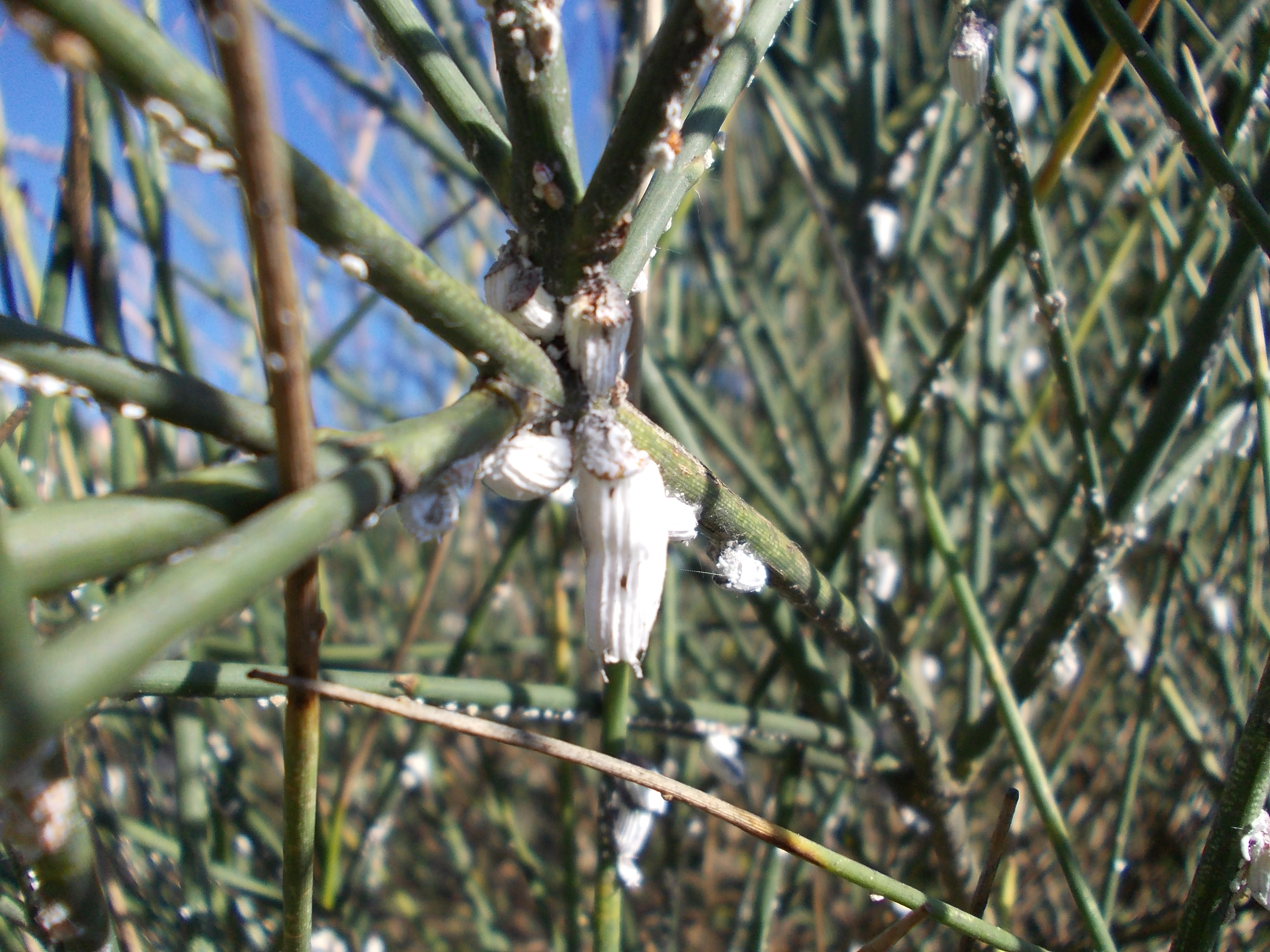
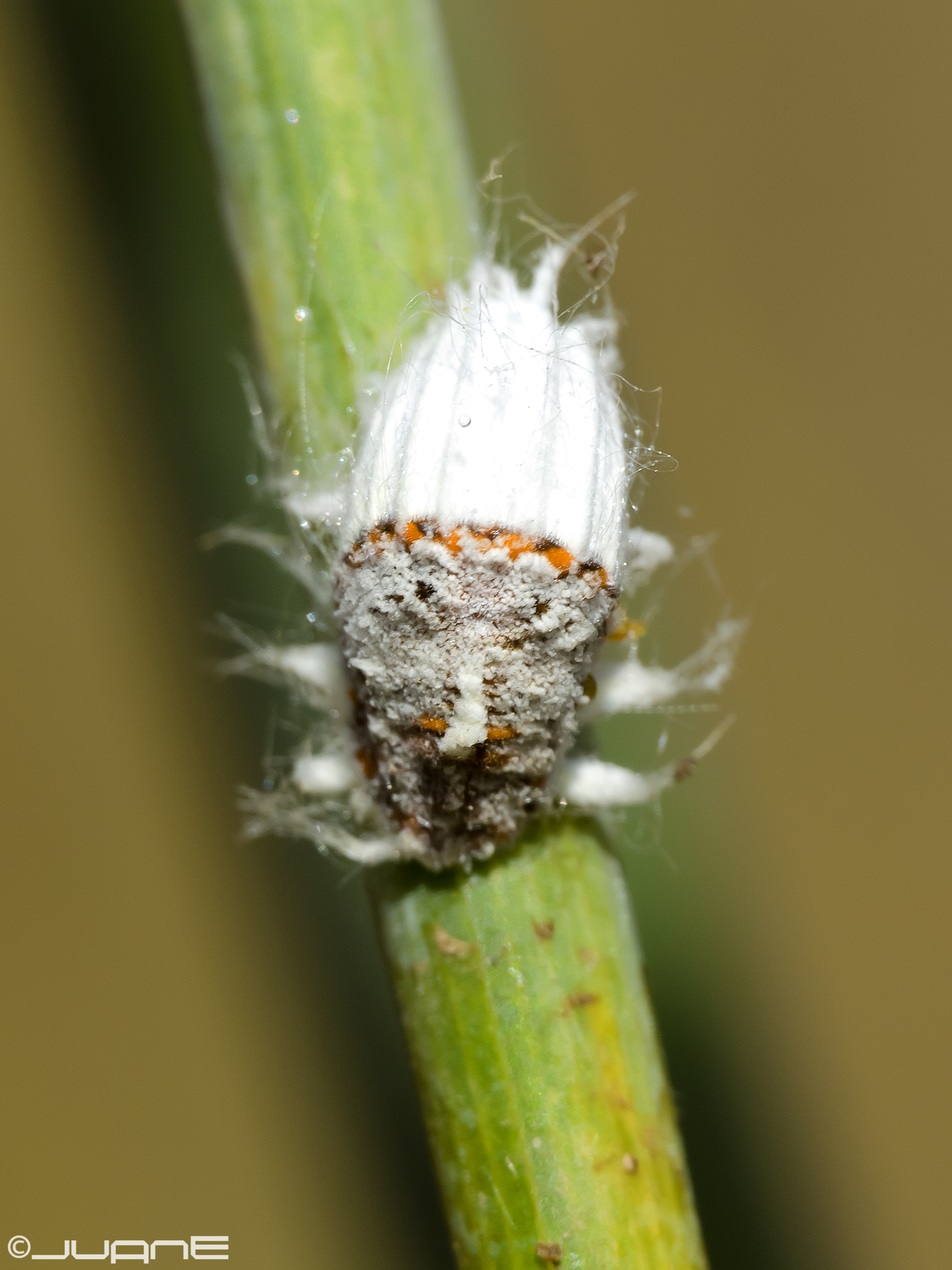

## Dottertaxa tillIcerya, i alfabetisk ordning[1]
- Icerya aegyptiaca
- Icerya albolutea
- Icerya bimaculata
- Icerya brachystegiae
- Icerya brasiliensis
- Icerya callitri
- Icerya chilensis
- Icerya colimensis
- Icerya corticalis
- Icerya flava
- Icerya flocculosa
- Icerya formicarum
- Icerya genistae
- Icerya hanoiensis
- Icerya hyperici
- Icerya imperatae
- Icerya insulans
- Icerya koebelei
- Icerya longisetosa
- Icerya luederwaldti
- Icerya maynei
- Icerya menoni
- Icerya minima
- Icerya minor
- Icerya montserratensis
- Icerya morrisoni
- Icerya nigroareolata
- Icerya palmeri
- Icerya pattersoni
- Icerya paulista
- Icerya pilosa
- Icerya pulchra
- Icerya purchasi
- Icerya schoutedeni
- Icerya schrottkyi
- Icerya similis
- Icerya splendida
- Icerya subandina
- Icerya sulfurea
- Icerya sumatrana
- Icerya taunayi
- Icerya travancorensis
- Icerya tremae
- Icerya zimmermanni